# عبد المنعم علي الجنايني
د.عبد المنعم علي الجنايني عالم فيزيائي نووي مصري أمريكي مواليد 1950م في منية سمنود مصر، طرده مسئولو وزارة الطاقة الأمريكية من عمله في عام 2007م وقالوا ان السبب هو المحافظة على الأمن القومي، بحسب وكالة الآسوشيتد برس الأمريكية. عضو في التجمع الإسلامي في بيتسبرغ، بنسيلفانيا.
وقال الجنايني «إنه طرد بقرار اتخذ خطأ بسبب التعبير عن رأيه ضد السياسات الخارجية الأمريكية، وتحدثه عن سوء معاملة مكتب التحقيقات الفيدرالية (إف بي آي) للمسلمين».
وحصل الجنايني الذي طرد في شهر مايو 2007م من مختبر «بيتس» الذي ينتج قطع غيار سفن حربية نووية بالقرب من مدينة بتسبرج بولاية بنسلفانيا، حصل على الجنسية الأمريكية عام 1988م، وتم وقف العمل بأوراقه الخاصة التابعة لوزراة الطاقة في ديسمبر 2007م، بحسب الوكالة الأمريكية.

## المؤهلات العلمية
- حصل علي بكالريوس العلوم في الفيزياء من جامعة عين شمس في القاهرة بمصر عام 1973م.
- حصل علي ماجستير العلوم في الفيزياء النووية عام 1978م.
- سافر الجانيني إلي الولايات المتحدة الأمريكية لدراسة الدكتوراة، فحصل علي ماجستير ثاني في الفيزياء النووية من جامعة بيتسبرغ 1983م.
- عمل أستاذ مساعد في قسم الفيزياء بين عامي 1984م - 1989م.
- عمل عضوا في مجلس الطاقة الأميريكي بين عامي 1998م - 2005م.
- حصل علي الدكتوراة في الفيزياء الذرية عام 1990م.

وبعد وقت قصير من استكماله الدراسات العليا، انتدبته شركة ويستنغهاوس الكتريك، للعمل في مختبر بتيس للطاقة الذرية ككبير مبرمجين علميين، في وقت لاحق ككبير علماء. وطوال عمله في بتيس كان يتلقى مراجعات إيجابية، ألف وشارك في تأليف عدد من الأوراق الأكاديمية، وأسهم في العديد من المشاريع.

## النشاطات
- مساهمات الجانيني لم تقتصر فقط علي الجهود العلمي، فهو عضو مؤسس في المركز الإسلامي في بيتسبرغ، خدم فترتين كرئيس للمركز، وساهم في إنشاء المسجد في الموقع الحالي Schenley Heights. لعقد من الزمن الجانيني عمل وتطوع كإمام في الإصلاحيات في كل من أوهايو وبنسلفانيا. كجزء من توعية الجانيني للسجون أنشاء PA DOC Monitor، موقع على شبكة الإنترنت لدراسة الأسباب اللازمة للإصلاح إدارة السجون.
- ومن أبرز مساهماته في مجال الطاقة في أميريكا، حصوله على دعوة للانضمام لمجلس الطاقة الأميريكي الذي ضم أكثر من مئتي عالم نووي أميريكي، وقد قام هذا المجلس بوضع مشروع خطة خمسينية لمسار الطاقة الأميريكية، وهي الخطة التي تتبعها وزارة الطاقة الأميريكية منذ مارس/آذار 2005.

## روابط خارجية
- جنايني: أنهوا حياتي المهنية فجأة دون فرصة للدفاع عن نفسي، عالم نووي مصري يكشف قصة فصله في أمريكا بذريعة الأمن القومي، العربية، 2 فبراير 2009م
- العالم المصري المفصول من عمله بأمريكا: تلقيت عرضا للعمل كمخبر لدي مكتب التحقيقات الفيدرالي، مصراوي، 8 ديسمبر 2008م
- إدانات حقوقية لطرد عالم مصري من أمريكا بعد استجوابه عن رأيه في القرآن، مصراوي، 6 ديسمبر 2008م
- اليوم السابع يكشف بالمستندات أسرار قضية د.الجناينى ضد وزارة الطاقة الأمريكية، اليوم السابع، 3 ديسمبر 2008م
- عالم نووي مسلم بأمريكا: طردت لمعارضتي بوش، إسلام اون لاين، 15 أكتوبر 2008م
- عالم مصري يعود لبلاده بعد سحب تصريحه من أمريكا، سي إن إن، 29 نوفمبر 2008م
- القضاء الأمريكي يؤيد إنهاء عمل عالم فيزياء مصري بعد انتقاده الرئيس السابق بوش، مصراوي، 14 يناير 2010